# Réka Szabó
Reka Zsofia Lazăr-Szabo (Brașov, 11 maart 1967) is een schermer uit Roemenië.
- Op de Olympische Zomerspelen 1988 nam Szabo onder de naam Reka Lazăr voor Roemenië deel aan het individuele onderdeel degen, en eindigde ze als 21e.
- Op de Olympische Zomerspelen 1992 in Barcelona nam ze onder de naam Reka Szabo deel aan het individuele onderdeel degen, en aan het degen-team van Roemenië. Met het team behaalde ze een bronzen medaille.
- Vier jaar later, op de Olympische Zomerspelen 1996, behaalde ze met het degen-team een zilveren medaille, individueel eindigde ze als 19e.
- Op de Olympische Spelen van 2000 nam ze alleen individueel deel, en eindigde ze als achtste.[4]

In 1994 werd Szabo wereldkampioen degen.